# Hoya mucronulata
Hoya mucronulata är en oleanderväxtart som beskrevs av Otto Warburg. Hoya mucronulata ingår i släktet Hoya och familjen oleanderväxter. Inga underarter finns listade i Catalogue of Life.